# Věra Zasuličová
Věra Ivanovna Zasuličová (rusky Вера Ивановна Засулич; 27. červencejul./ 8. srpna 1849greg. Michajlovka, Ruské impérium – 8. května 1919 Petrohrad, Rusko) byla ruská marxistická spisovatelka a revolucionářka.

## Život

### Začátky
Věra Zasuličová se narodila v rodině zchudlého šlechtice. Když jí byly tři roky, její otec zemřel a matka Věru poslala k rodině Mikuličů, která byla se Zasuličovými spřízněná. Po dostudování střední školy odešla roku 1866 do Petrohradu, kde pracovala jako úřednice. Brzy se seznámila s marxismem a učila negramotné tovární dělníky. Kontakty s revolucionářem Sergejem Něčajevem vedly v roce 1869 k jejímu zatčení.
Poté, co byla Zasuličová roku 1873 propuštěna, usadila se v Kyjevě, kde se spojila s Michailem Bakuninem. Jak její doživotní přítel a spolupracovník Leo Deutsch napsal: "Věra Ivanovna byla díky svému intelektuálnímu vývoji víc pokročilá než další členové z kruhu. Všichni jsme byli šokováni jejím chováním, mimořádnou upřímností a neovlivněním jejích vztahů s jinými."

### Incident s Trepovem
V roce 1877 byl politický vězeň Alexej Bogoljubov zbičován za malý prohřešek. Za tento trest byl zodpovědný Petrohradský guvernér Fjodor Trepov.
Skupina šesti revolucionářů, mezi nimi i Zasuličová, se dohodli na odstranění nejen Trepova, ale i státního zástupce Vladislava Želechovského. Dne 24. ledna 1878 odešla Zasuličová k domu Trepova. Její kolegyně Marija Kolenkina si vzala na starost Želechovského.
Atentát na Želechovského sice selhal, zato se však Zasuličové podařilo vážně zranit Trepova. Poté se nechala zatknout.
Zasuličová měla velmi dobrého právníka, který proces neustále oddaloval. Po několika procesech raději uprchla do Švýcarska.

### Menševička
Ve Švýcarsku se v roce 1883 Zasuličová setkala s Georgijem Plechanovem a Pavlem Axelrodem. Roku 1898 vstoupila do Ruské sociálně demokratické dělnické strany a společně s V. I. Leninem založila marxistický časopis Jiskra.
Když se roku 1903 strana rozdělila na Leninovy bolševiky a menševiky Julia Martova, přidala se Zasuličová k menševikům. Do Ruska se vrátila po revoluci roku 1905. Podporovala ruský válečný program během první světové války a protestovala proti říjnové revoluci. Zemřela roku 1919.